# Linda Ulvaeus
Linda Elin Ulvaeus (Danderyd, 23 febbraio 1973) è un'attrice e cantante svedese.

## Biografia
È figlia dei cantanti e musicisti Björn Ulvaeus e Agnetha Fältskog, membri del gruppo musicale ABBA. Ha un fratello, Peter Christian Ulvaeus, nato nel 1977.
Nel 1981, all'età di 7 anni, ha partecipato all'album musicale natalizio della madre Nu tändas tusen juleljus.
Nel 1998 ha debuttato come attrice nel film Sotto il sole (Under solen).
Nel 2004 canta come corista nel brano When You Walk in the Room registrato da sua madre. Nel 2007 prende parte alla serie televisiva Playa del Sol.

## Filmografia parziale
Cinema
- Sotto il sole (Under solen), regia di Colin Nutley (1998)
- Blå måndag, regia di Anders Lennberg (2001) – direct-to-video
- Quick, regia di Mikael Håfström (2019)

Televisione
- Labyrinten – miniserie TV, un episodio (2000)
- Playa del Sol – serie TV, un episodio (2007)

## Discografia
- 1981 – Nu tändas tusen juleljus (con Agnetha Fältskog)